# Personnages récurrents de Futurama
 (juin 2023).
- Si vous ne connaissez pas le sujet, laissez ce bandeau (vous pouvez alors contacter les auteurs).
- Si vous supprimez le contenu mis en cause (vous pouvez préalablement contacter les auteurs),

argumentez précisément cette suppression dans la page de discussion
(un manque de référence n'est pas un argument ; une recherche réelle de référence doit avoir été effectuée, être formellement documentée).
Cet article présente les personnages récurrents de la série télévisée d'animation américaine Futurama.

## Planet Express

Emblème de Planet Express.

La société « familiale » de livraison rapide interstellaire du Pr Farnsworth pour laquelle travaillent les protagonistes.

### Scruffy
Scruffy est le concierge de l'immeuble de la société Planet Express. Fainéant et amateur de revues pornographiques, il passe tellement inaperçu que les autres employés lui demandent souvent qui il est et ce qu'il fait là. Il possède 40 000 actions de Planet Express. Il apparait pour la première fois dans l'épisode Cinquante millions de dollars d'anchois, il était en train de masser Bender dans un spa. Une des blagues récurrentes sur ce personnage est qu'il est si peu en contact avec les autres employés que personne ne se souvient de l'avoir vu auparavant.

### Cubert Farnsworth
C'est le clone du Pr Farnsworth créé depuis une verrue que le professeur avait sur le dos, en 2989. La seule différence avec le professeur est son nez aplati, résultat d'une vie prolongée dans le tube qui l'a vu "naître". Cubert ne sera dévoilé à l'équipage qu'en 3001. Il est arrogant, énervant et plutôt tyrannique envers le personnel de Planet Express, mais il respecte néanmoins le professeur, qu'il considère comme son père et Dwight Conrad, son meilleur ami.

### Dwight Conrad
Âgé de 12 ans, il est le fils d'Hermes et LaBarbara, mais également le seul ami de Cubert. Il a hérité de son père un sens de la bureaucratie, dont il espère faire son métier plus tard. Il est habillé d'un T-shirt avec le drapeau jamaïcain, et est coiffé avec des dreadlocks.

### Axl, Mandy et Newt Kroker
Axl, Mandy et Newt sont les enfants amphibiosiens de Kif Kroker et de sa Smizmar Amy Wong, accidentellement conçus avec le patrimoine génétique de Leela et — très partiellement — Scruffy.
Apparaissant une première fois à la naissance de leur portée (sous stade larvaire) sur Amphibios 9 dans l’épisode Kif et le Polichinelle dans le tiroir, ils réapparaissent de manière régulière sous forme d’enfants pour rejoindre leurs parents après avoir tous trois survécu seuls à la sélection naturelle dans Les enfants des marais.
Étant chacun à un stade de croissance différent selon leurs propres conditions environnementales de développement dans les marais d’Amphibios 9, Axl est l’aîné adolescent et nonchalant avec une coiffure emo et un duvet ; la cadette Mandy est une fillette prépubère perpétuellement surexcitée et coiffée d’un bandeau ; et le benjamin Newt, est un bébé amphibiosien cyclope comme Leela.

## Humains

### États‐Unis de la Terre

#### Richard Nixon (tête)
La tête de Richard M. Nixon, ancien 37e président des États-Unis, est dans l’univers de Futurama, élu (à une voix près) 30e des États-Unis de la Terre.
Apparu dès le premier épisode de la série au Musée des Têtes de New New York, il devient récurrent après son élection dans Fortes Têtes, remettant de temps à autre des missions d’importance à l’équipage de Planet Express et intervenant généralement pour les situations ou problèmes impliquant le gouvernement de la Terre et l’ensemble des Terricains.
Il est dépeint comme un personnage ayant tendanciellement mauvais caractère et douteux, qui n’hésiterait pas à faire du mal à un enfant et à exterminer tous les robots de la Terre pour sauver sa propre vie.

#### New New York

##### LaBarbara Conrad
LaBarbara Conrad est l’épouse d’Hermes et la mère de Dwight.
Elle fait à ce titre des apparitions régulières dans la série depuis sa première dans l’épisode TItanic II, dans lequel elle accompagne son mari en croisière de plaisance avec ses collègues de Planet Express, et le soutient pour dépasser son « traumatisme ».
Incarnation de la femme digne et autoritaire, cultivant sa féminité et apprêtée en ce sens en toute circonstance, elle enjoint ponctuellement Hermes à tenir — selon leurs normes culturelles — son « rôle d’homme et de père » au sein de leur foyer, quitte parfois à lui imposer des injonctions très difficiles à honorer (voire, complètement absurdes ou contradictoires) : n’ayant littéralement parlant aucune patience, elle a aisément tendance à le quitter en cas de « manquement » ou « défaillance » pour retourner auprès de son ancien mari et rival d’Hermes, le « dieu au corps d’ébène » Barbados Slim.

##### C. Randall Poopenmeyer
Le maire Poopenmeyer dirige la ville de New New York.
De ce fait, il est récurrent dès son apparition dans l’épisode Un gros tas d'ordures, intervenant régulièrement pour ce qui implique collectivement les New New Yorkais et surtout, lorsque sa ville est en danger.
Il est souvent dépeint comme l’archétype du politicien véreux, relativement incompétent, guère intelligent ainsi que facile à influencer ou acheter.

##### Les Orphelins de Cookieville
Les orphelins Albert, Asis, Cruis, Letath, Ninia, Bethany, Sally et Nina (ainsi que neuf autres enfants innomés) vivent dans le même Orphelinarium de Cookieville qui a vu grandir Leela.
Certains d’entre eux apparaissant anecdotiquement en fond d’épisodes, ils sont formellement introduits pour la première fois dans Les Orphelins. Ils réapparaissent dans Fry : Le Pourquoi du comment avec le directeur Vogel alors qu’ils veulent faire du patin à glace, ainsi que dans Retrouvailles félicitant leur aînée cyclope pour sa désignation comme « Orpheline de l’année ».
La minuscule et adorable Sally a un lien plus particulier avec Leela, du fait qu’elle possède une oreille sur le front lui attirant les mêmes moqueries dont la cyclope a souffert à son âge : raison pour laquelle à l’issue de sa brève idylle avec Adlai Atkins, autre ancien élève de l’orphelinarium et ancien béguin avec qui ils envisageaient d’adopter l’un d’entre eux, Leela portait son choix sur elle.

##### Ogden Wernstrom
Le Pr Ogden Wernstrom, inventeur de cent dix-sept ans employé à l’Université Martienne, est le plus grand rival scientifique du Pr Farnsworth.
Récurrent dès son apparition dans l’épisode Un gros tas d'ordures, il profite de toutes les occasions possibles pour l’humilier.
Ancien élève de ce dernier, quand il préparait en son temps son doctorat en physique quantique à la même université, Farnsworth lui avait donné ce qu’il considère comme une mauvaise note (un A-) car la présentation comptait : pour cet « affront », Wernstrom a juré de se venger de lui.
Comme lui habillé en permanence de sa sempiternelle blouse blanche de scientifique, il porte un catogan dégarni et un air habituellement condescendant. À l’instar de tous leurs confrères dans le milieu académique, il a une amoralité très sélective et des réussites personnelles dans son domaine, tout aussi relatives.

##### Walt, Larry et Igner
Walter Carol dit « Walt », Larry et Igner Miller sont les trois fils de M’man.
Travaillant comme ses assistants personnels au sein de la M’man Company dès leur apparition dans l’épisode Cinquante Millions de dollars d’anchois, ils sont à cet égard des antagonistes récurrents de circonstance pour l’équipage de Planet Express, complices de tous les méfaits de leur mère exécutant servilement ses ordres.
Ils ont l’habitude de se faire gifler par M’man quand elle les juge « idiots » (c’est-à-dire, à peu près tout le temps) ou à la moindre de ses humeurs. Généralement dépeints comme de pathétiques bras droits relativement incompétents, Walt est l’aîné imbécile au regard mauvais menant la fratrie ; Larry, le cadet fils à maman, craintif et pleurnichard ; et Igner, le benjamin benêt dont l’affligeante stupidité est à la limite du handicap mental.

### Lune

#### Al Gore (tête)
La tête d’Al Gore est, dans l’univers de Futurama, le Premier empereur de la Lune.
Il fait une première apparition uchronique en l’an 2000 avec son corps entier (troisième segment de l’épisode Histoires formidables) dans son propre rôle de vice-président des États-Unis mais également, en qualité de chef du « Commando Action Vice-Présidentiel » secrètement chargé de préserver le continuum espace-temps déchiré par Fry.
Réduit à sa seule tête en l’an 3000, il apparaît sur les billets de 500$ et se réclame comme l’« inventeur » de l’environnement, ainsi que l’auteur de La Terre dans la balance (au succès moindre) et le plus populaire Harry Potter et la Balance de la Terre, dans lequel il prétend que l’environnement doit protéger la Terre du réchauffement climatique et des mages noirs.
Dans sa version du XXXIe siècle, il est généralement vêtu d’une cape à col relevé (évoquant un style extra-terrestre rétro) et est, contrairement à la plupart des autres Têtes (vivantes) en Bocal, autonome car fixé à un planeur pourvu de propulseurs amovibles.
L’intéressé, qui lui prête sa voix en version originale, dit de Futurama qu’il s’agit de sa série préférée. Sa fille Kristin Gore, quant à elle, a travaillé comme scénariste sur certains de ses épisodes.

### Mars

#### Leo et Inez Wong
Leo et Inez Wong (de leurs véritables noms Wáng Lìào [王利奧] et Wáng Yīnèizī [王伊內茲]), ou plus couramment « M. et Mme Wong », sont les parents ultra-riches d’Amy.
Habitants humains de Mars depuis que l’ancêtre Sir Reginald Wong a racheté leurs terres aux Natifs Martiens, propriétaires de leur vacherie familiale, Leo en tant que magnat d’affaires possesseur de casinos détient l’entièreté de l’hémisphère occidental de la planète, rendant ainsi leur famille outrancièrement fortunée.
Presque toujours vus ensemble, ils font leur première apparition-surprise dans l’épisode Titanic II en tant que passagers du paquebot spatial, y croisant par hasard leur unique enfant, elle aussi en croisière de plaisance avec ses collègues de Planet Express. En tant que sa famille, ils apparaissent régulièrement dans la série par la suite.
Couple excentrique aux lubies démesurées — parfois immorales — et autres « habitudes de riches », désireux de devenir grands-parents au plus tôt, ils mettent la pression à Amy pour qu’elle se marie le plus vite possible (quitte à s’improviser à l’occasion entremetteurs avec n’importe quel homme célibataire disponible) et leur fasse des petits-enfants, ce qui l’agace prodigieusement. Pouvant se permettre à peu près n’importe quoi du fait de leur richesse, Leo dit tout ce qu’il pense, ce qui parfois exaspère ceux à qui il s’adresse : concernant leur propre fille, ils se montrent facilement critique sur ses choix et attraits pour Inez, et odieux pour Leo qui se moque ouvertement de son passé de fillette obèse.

## Mutants

### Ville des Égouts (Vieux New York)

#### Munda et Morris Turanga
« Turanga Munda » et « Turanga Morris » (selon leurs conventions) sont les parents cachés de Leela.
Mutants vivant comme les autres dans la Ville des Égouts fondée sur le vieux New York, ils ont clandestinement abandonné leur fille (qui se croyait orpheline et seule représentante d’une espèce extra-terrestre inconnue) à l’Orphelinarium de Cookieville à la surface lorsqu’elle était encore un bébé — en dissimulant à dessein ses origines — pour lui offrir une chance de pouvoir mener une meilleure vie en se mêlant aux Humains normaux, qui persécutent les mutants et leur interdisent formellement (hormis autorisation sur demande exceptionnelle et temporaire) de quitter leurs égouts, Leela ayant selon l’avis de leurs congénères l’apparence la « moins mutante et plus humaine » de tous.
Faisant une première apparition discrète dans l’épisode Sentiments partagés, ils sont formellement introduits dans Retrouvailles puis développés dans Astéroïque et Un sacré coup de jeune.
Comme leur fille, ils sont tous les deux cyclopes : à ceci près que Munda, qui ressemble de prime abord à une version « vieille dame » de Leela, possède contrairement à elle une queue à fourrure ainsi que des tentacules à ventouses en guise de bras ; et Morris, une bouche intérieurement structurée à la verticale ainsi que vingt orteils. Le complexe d’infériorité et autres brimades nourris par les Humains les inclinent à l’auto-dépréciation et, dans le cadre parental, la permissivité.

## Robots

### Calculon
Calculon (aussi temporairement rebaptisé « Calculon 2.0 ») est un robot acteur aux performances le plus souvent mélodramatiques. Il tient la vedette — aux côtés de ses partenaires à l’écran Monique et Boxy — dans le rôle principal de son propre nom (« Antonio Calculon Sr. ») de la série à l’eau de rose robotique « De tous mes circuits » (« All My Circuits », parodie de La Force du destin).
Il apparaît pour la première fois avec ses deux compères par ce biais dans l’épisode Le Colocataire au cours de la pendaison de crémaillère de Fry et Bender, sa scène de « révélations » dans sa propre série involontairement coupée aux moments les plus inopportuns ; et pour sa toute première apparition physique, en tant que juge (aux côtés du Trisolien Florp et de Zapp Brannigan) du concours de beauté de Le Moins Pire des deux. Étant un acteur populaire souvent regardé par les membres de Planet Express et très apprécié du robot tordeur, il apparaît à un rythme régulier. Il interprète également des rôles pour le cinéma dans Zoidberg à Hollywood et L’homme est une femme formidable.
Dans La voiture-garoute, il est révélé que Calculon a été fabriqué au XXIe siècle, ce que très peu de personnes savent. Il travaillait comme robot industriel et a été employé dans le développement du « projet Satan » (fabrication de la voiture la plus diabolique de tous les temps), puis s’est amélioré au fil des décennies jusqu’à devenir un robot acteur de premier ordre : néanmoins, il assume dans La main du diable dans la culotte d’un Zouave auprès de l’intéressé que c’est le Diable robotique qui lui a donné son « extraordinaire talent d’acteur ».
Mise en abyme de la série et stéréotype du dramaturge, intense même loin des planches et jusqu’au-boutiste dans ses performances scéniques, il vit sa propre vie comme une gigantesque série à l’eau de rose. Ayant ses lubies et un égo aussi gros que son succès, il n’interprète jamais ses scènes qu’une seule et unique fois et refuse — quoi qu’il arrive — de les rejouer.

### Robot Diable
De son vrai nom Beelzebot, le Robot Diable est comme son nom l’indique l’équivalent robotique du Diable.
Il apparaît pour la première fois dans l’épisode L’Enfer, c'est les autres robots en emportant de bon droit Bender sous terre dans l’« Enfer des Robots », dont il est seigneur et maître, pour avoir violé les préceptes religieux de l’Église de Robotologie qu’il venait formellement d’intégrer (le condamnant contractuellement à une « damnation éternelle »).
Possédant certains « pouvoirs surnaturels » (en réalité, des capacités et compétences plus surhumaines que celles du robot moyen) inhérents à sa fonction, il contracte librement des pactes avec quiconque le souhaiterait — quand il n’y incite pas lui-même en tentant ou par une manœuvre tordue — contre le droit de disposer de l’intéressé de différentes manières (quand ce n’est pas classiquement son « âme », tout autre forme de sacrifice, bien ou service personnel, au besoin ou au gré des circonstances). Réputé mélomane, il dirige son propre orchestre et est un violoniste difficile à surpasser.
Archétype associé de diablotin (rouge à cornes, mains crochues et dents acérées, queue fourchue) de métal à taille humaine parfois muni de sa fourche et au visage démoniaque, il pousse aisément de petits rires diaboliques. S’il peut se montrer conciliant et de bonne compagnie dans des activités autres que son travail, sa nature le rend évidemment enclin à être sournois et retors.

### Robot Père Noël
Aussi simplement appelé « Père Noël », le Robot Père Noël est comme son nom l’indique l’équivalent robotique de la figure contemporaine homonyme des fêtes de Noël résidant, au XXXIe siècle, au Pôle Nord de Neptune avec ses Lutins neptuniens.
Il apparaît pour la première fois dans l’épisode Conte de Noël, découvert comme antagoniste bien connu depuis deux siècles des Terricains de cette époque, pour qui il a transformé par rapport à celle de Fry la nuit du réveillon de Noël en crise planétaire mortelle durant laquelle tous se barricadent chez eux, et le reste de manière récurrente dans la série au cours des histoires thématiques tournant autour de sa fête : il devient néanmoins un allié de circonstance le temps que les Terricains, expropriés de leur propre planète par les Escrocs Extra-terrestres Nudar, Schlump et Fleb, organisent depuis la sienne une mission de récupération de la Terre.
Ayant été « mal conçu » avec une programmation dont les critères sur les notions de bien et de mal sont soit beaucoup trop littéraux et inflexibles, soit vicieux, il devient impossible en pratique d’intégrer sa liste d’« enfants sages » et il en vient donc invariablement à la conclusion « logique » que tout le monde sans exception a été « méchant ». Sadique proprement dangereux s’assumant lui-même comme un robot « tordu » créé par des tarés, ayant dépassé ses propres contradictions internes il est donc insensible aux paradoxes, et craint à raison comme une calamité ambulante.
Parodie robotique horrifique de « père Noël tueur » faisant dans les faits office d’ogre ou de croque-mitaine à sa propre fête, depuis sa création (en l’an 2801) et son remplacement du « véritable père Noël » par des commerciaux inconséquents, il effectue chaque année sans discontinuer sa traditionnelle « tournée des cadeaux » sur son traîneau spatial tiré par des rennes mécaniques, lourdement armé de tout ce qui peut compter comme létal pour attaquer les foyers et tuer ce qui traîne en dehors : il possède également lui-même des fonctions personnelles associées.

### Tinny Tim
Aussi appelé le « Petit Tim », Tinny Tim est un robot orphelin des rues.
Faisant de souvent courtes mais régulières apparitions dans la série, il est introduit la première fois dans l’épisode Conte de Noël en venant chercher un peu d’alcool (carburant de base de tous les robots de cet univers) dans un refuge pour robots sans-abri. Il se fait écraser avec son cadeau dans l’indifférence de Bender dans Fêtes des mères. En qualité d’invité imprévu à leur fête d’anniversaire commune dans Censurez Bender, il devient ami avec Cubert Farnsworth et Dwight Conrad.
Ce robot misérabiliste à souhait est inspiré du personnage de Tiny Tim, de la nouvelle Un chant de Noël de Charles Dickens : pourvu de paires d’incisives proéminentes et d’yeux surdimensionnés, il ressemble à une version robotique de petit enfant éclopé et miséreux de la classe ouvrière pauvre du XIXe siècle, avec sa casquette à visière, son parler populaire à base de « M’sieur » et se déplaçant difficilement à l’aide d’une canne médicale en guise de bras droit, à cause de sa jambe équivalente plus courte que l’autre. En dépit de ses malheurs et du sort semblant s’acharner sur lui à travers la série, il est de nature très poli et manifeste un éternel optimisme.

### La Mafia robotique
La Mafia robotique ou « Mafia des Robots », est comme le suggère son nom un groupe de robots du crime organisé de la « Petite Bitalie » de New New York, représenté par leur chef Don Bot assisté de ses deux éternels porte-flingue, Joey (dit « Modem ») et Francis X. Lapinssazzio (dit « la Tenaille » ou « la Pince »). Don Bot est aussi marié à Fanny, robot danseuse de charme avec qui ils ont deux filles : une première innomée, et sa romantique cadette la robot chanteuse Bella.
Apparaissant ensemble dans l’épisode Bender s’affranchit en recrutant l’intéressé, le trio de mafieux est régulièrement antagoniste à travers la série. Le même Bender s’attire personnellement des ennuis auprès d’eux en ayant tour à tour une idylle avec Fanny dans le quatrième film Vous prendrez bien un dernier vert ?, puis Bella dans Le Silence des robots.
Ils incarnent à eux trois des versions robotiques de stéréotypes du film de mafieux ; Don Bot est l’archétype du parrain italo-américain, propriétaire d’une modeste petite boucherie servant de repaire et couverture à ses affaires ; « Modem », à la fois le moins intelligent et plus sympathique servant de muscles, archétype du sportif stupide mais discipliné, tranquille et conciliant ; et à l’inverse de ce dernier, le balafré « la Tenaille » est paranoïaque, sarcastique et très agressif.

### Robot hédoniste
Le Robot hédoniste, aussi appelé « Épicurobot », est un insatiable amateur de boissons, nourritures et jeux érotiques divers (dans lesquels il tente d’inclure l’équipe de Planet Express au cours de l’épisode La Loi et l'Oracle). On le retrouve souvent occupé à déguster ce qui s’apparente à du raisin, tiré d’un panier à fruit posé sur son estomac.
Il apparaît pour la première fois dans l’épisode Gaz à tous les étages, à la « fête » organisée par le président Nixon sur une île isolée à l’attention de tous les robots de la Terre, et fait par la suite de fréquentes apparitions dans la série.
Conformément aux représentations classiques des orgies à la romaine, il est constitué en forme de « klinê » mécanique quadrupède (ses pieds correspondant aux siens) sur laquelle sa tête donne l’impression qu’il y mange lascivement allongé, et porte une couronne triomphale. Jouisseur pleinement assumé aux allures maniérées, il a un goût prononcé pour toutes mœurs décadentes.

## Extra‐terrestres

### Elzar
Le chef Elzar est le cuisinier extra-terrestre originaire de Neptune gérant le restaurant new-new-yorkais L’Excellente Cuisine d’Elzar. Il anime également sa propre émission culinaire, « L’Essence d’Elzar ».
Vu pour la première fois dans l’épisode Trois Soleils, il fait ensuite des apparitions régulières circonstancielles durant les scènes de repas en extérieur des personnages et autres situations gastronomiques. Dans Le Chef de fer à 30 %, où il tient le rôle d’antagoniste face à Bender, il est révélé qu’il aurait monté son restaurant et bâti sa réputation en virant l’ancien meilleur chef du monde Helmut Spargle parce qu’il était trop vieux.
Représentant le Neptunien masculin ordinaire à taille humaine (contrairement aux Lutins du Robot Père Noël), il est dénué d’oreilles et pourvu d’une peau mauve, d’yeux ronds, d’un groin et d’une double paire de bras, et constamment vêtu de son tablier professionnel dans son cas. Populaire dans son domaine et assez roublard, il n’hésite pas à profiter des situations pour soutirer de l’argent à ses clients et admirateurs. Si ses plats ont du succès, les pratiques de son établissement en matière de respect des normes d’hygiène sont par contre douteuses. Son ustensile de cuisine préféré est sa « belette aux épices », créature qu’il utilise à la manière d’une poivrière pour relever ses plats.

### Morbo
Morbo le Destructeur du nom complet de « Morbo », est aux côtés de Linda le co-présenteur extra-terrestre quasi-trentenaire du journal télévisé terricain de la chaîne d’information Channel √2 News. Avec sa femme Fawn, « Morbo » a une progéniture nombreuse.
De ce fait, « Morbo » est avec sa collègue humaine récurrent dans la série dès l’apparition de « Morbo » à l’épisode Un gros tas d'ordures.
Issu d’une espèce reptilienne verte non identifiée à grosse tête dont le cerveau pulse fortement, naturellement belliqueuse et agressive, « Morbo » exprime habituellement — quand l’avis de « Morbo » est demandé — la détestation de « Morbo » pour les Humains (que « Morbo » souhaite voir « réduits en esclavage ») et le désir de « Morbo » de détruire la Terre, sous les réactions amusées de Linda : en conséquence, « Morbo » invective fréquemment les téléspectateurs et fait des commentaires pour le moins décalés sur l’actualité (du type « Morbo digère très mal les chats », « les Humains ne connaissent pas encore la signification du mot ‹ souffrir › » ou encore, « vous serez les esclaves du peuple de Morbo »). « Morbo » a un passe-temps caché, le karaoke : « Morbo » peut être vu entonnant « Nous partirons pour Zolkitar » (sur l’air de Funkytown de Lipps Inc.) dans Amazones amoureuses.

### Lrrr
Lrrr est un souverain extra-terrestre régnant sur Omicron Persei 8, planète située à mille années-lumière de la Terre. Il vit avec son épouse et reine Ndnd, au tempérament de rombière acariâtre entretenant avec lui des disputes, et autres problèmes ou habitudes très « humaines » de vieux couple. Ils ont au cours de la série un fils, Jrrr.
Il est un chef puissant et belliqueux qui tente sans trop de mal d’envahir la Terre à maintes reprises : dès sa première apparition dans Omicron Perséï Huit attaque parce qu’une de leurs séries terriennes (captées depuis le XXe siècle avec les mille ans de décalage sur sa planète) préférées, « Jenny McNeal, avocate et célibataire » (parodie évidente d’Ally McBeal), avait été déprogrammée ; et une autre fois dans Délicieux Enfants car les Terricains mangeaient leurs bébés — à qui ils avaient donné le nom commercial de « Popplers » ; ou encore une involontaire dans Différences insurmontables, à cause d’un simulacre qui lui échappe pour reconquérir Ndnd.
Physiquement, Lrrr est très imposant et — comme presque tous les Omicroniens — monstrueusement intimidant aux yeux des Humains. Il est de prime abord renfrogné, cruel et sanguinaire, n’hésitant pas à hausser la voix et recourant aisément à la violence lorsqu’il ne comprend pas ce qui lui arrive ou est contrarié : mais derrière sa carrure de monstre bourru, se cache tout de même un cœur sensible… de monstre. Dans La Trompe humaine, il en achète anonymement une au marché noir comme « puissant aphrodisiaque » (les extra-terrestres croyant que le nez humain est leur organe reproducteur) pour sauver son ménage : il tombe sous le charme de Bigfoot, que Ndnd et lui trouvent « adorable », et inflige une correction à un homme qui voulait couper une patte à la créature pour prouver son existence.

### Les bouffeurs de têtes / Céphalophages
Les bouffeurs de têtes sont des extra-terrestres de petite taille qui ont pour habitude de s'attacher eux-mêmes sur la tête des humains, afin de contrôler leur esprit, réduisant leur hôte à un état de zombie. Pour leur première apparition dans la série, on les voit comme sponsors de leurs partis politiques. Ils apparaissent ensuite dans l'épisode Raging Bender lorsque Hermes revient de vacances, un bouffeur de tête attaché sur le haut de son crâne, expliquant alors à ses collègues qu'ils doivent tous se rendre sur la planète des bouffeurs de têtes, et ce sans porter de casque.
Une mesure préventive existe contre les bouffeurs de têtes: le shampoing à l'ail.
Un des bouffeurs de têtes est mort de faim après s'être accroché sur la tête de Fry.

## Autres

### Smitty et URL
Les officiers Smitty, Humain, et URL (prononcé « Earl »), robot policier, sont co-équipiers dans la brigade policière de New New York.
Tandem apparu dès le premier épisode de la série, ils sont pratiquement toujours vus ensemble lors de leurs fréquentes apparitions.
Smitty est né dans cette ville au XXXe siècle d’un restaurateur détestant ses clients, qui partaient sans payer l’addition : c’est ce qui motiva Smitty à devenir policier, pour contrer ce genre de vandales qui énervaient son père. URL, quant à lui, possède une prosodie type de film d’exploitation noir-étasunien des années 1970.
Ils semblent d’après la série former une équipe de choc depuis fort longtemps, car il règne entre eux une franche camaraderie : toutefois, contrairement à URL, Smitty a déjà été renvoyé une fois, mais réengagé pour avoir réussi à capturer le « Robot Père Noël » (en réalité Bender grimé en robot Noël). Il est aussi temporairement remplacé aux côtés d’URL par Fry durant son passage dans la police.